# Marcus (Washington)
Marcus ist eine City im Stevens County des US-Bundesstaates Washington am Columbia River. Die nächstgrößere Stadt ist Kettle Falls, etwa sieben Kilometer südlich von Marcus. Das U.S. Census Bureau hat bei der Volkszählung 2020 eine Einwohnerzahl von 216 ermittelt.

## Geschichte
Marcus wurde nach Marcus Oppenheimer benannt, der sich im Jahr 1853 in der Region niederließ.
In den 1860ern war Marcus eine Transportbasis für den Big Bend Gold Rush.
Am 18. Oktober 1910 erhielt Marcus das Stadtrecht.

## Verkehr
Marcus liegt an der State Route 25 North zwischen Davenport und der US-/kanadischen Grenze.